# Lion's Cup 1980, одиночний розряд
В одиночному розряді тенісного турніру Lion's Cup 1980, який проходив в рамках циклу незалежних жіночих тенісних турнірів 1980 року, Мартіна Навратілова здобула титул, у фіналі перемігши Трейсі Остін 6-4, 6-3.

## Основна сітка

### Легенда
| - Q = Кваліфаєр - WC = Вайлд-кард - LL = Щасливий лузер | - Alt = Заміна - SE = Виняток - PR = Захищений рейтинг | - w/o = Без гри - r = Зняття - d = Присуджено перемогу |

|  | 1-ше коло           | 1-ше коло           | 1-ше коло    | 1-ше коло | 1-ше коло |                     |                     | Фінал | Фінал | Фінал | Фінал | Фінал |
|  |                     |                     |              |           |           |                     |                     |       |       |       |       |       |
|  | Мартіна Навратілова | Мартіна Навратілова | 7            | 6         |           |                     |                     |       |       |       |       |       |
|  | Кріс Еверт          | Кріс Еверт          | 6            | 2         |           |                     |                     |       |       |       |       |       |
|  | Кріс Еверт          | Кріс Еверт          | 6            | 2         |           | Мартіна Навратілова | Мартіна Навратілова | 6     | 6     |       |       |       |
|  |                     |                     |              |           |           | Мартіна Навратілова | Мартіна Навратілова | 6     | 6     |       |       |       |
|  |                     | Трейсі Остін        | Трейсі Остін | 4         | 3         |                     |                     |       |       |       |       |       |
|  | Трейсі Остін        | Трейсі Остін        | Трейсі Остін | 4         | 3         | 6                   | 6                   |       |       |       |       |       |
|  | Трейсі Остін        | Трейсі Остін        |              |           |           | 6                   | 6                   |       |       |       |       |       |
|  | Івонн Гулагонг      | Івонн Гулагонг      | 3            | 3         |           |                     |                     |       |       |       |       |       |